# موزه هنرهای زیبا (بوستون)
موزه هنرهای زیبا در شهر بوستون، ماساچوست، یکی از بزرگترین موزه‌های ایالات متحده آمریکا است که بیش از یک میلیون بازدیدکننده از سراسر جهان را در سال جذب می‌کند. این موزه در بر گیرنده بیش از ۴۵۰٬۰۰۰ اثر باستانی و هنری است که آن را به یکی از مهم‌ترین مجموعه‌های هنری در آمریکای شمالی تبدیل کرده. این موزه در ردیف ۵۴مین موزهٔ پربازدید در جهان در سال ۲۰۱۰ قرار گرفت.
موزه در سال ۱۸۷۰ گشایش یافت و مکان کنونی آن به ۱۹۰۷ می‌رسد. این نهاد در کنار فعالیت‌های موزه‌داری خود، فرهنگستان هنری‌ای نیز اداره می‌کند که مدرسه موزه هنرهای زیبای بوستون نام دارد. این موزه همه روزه از ساعت 10 صبح تا 5 بعد از ظهر باز است. به جز سه شنبه.

## نمونه آثار شاخص

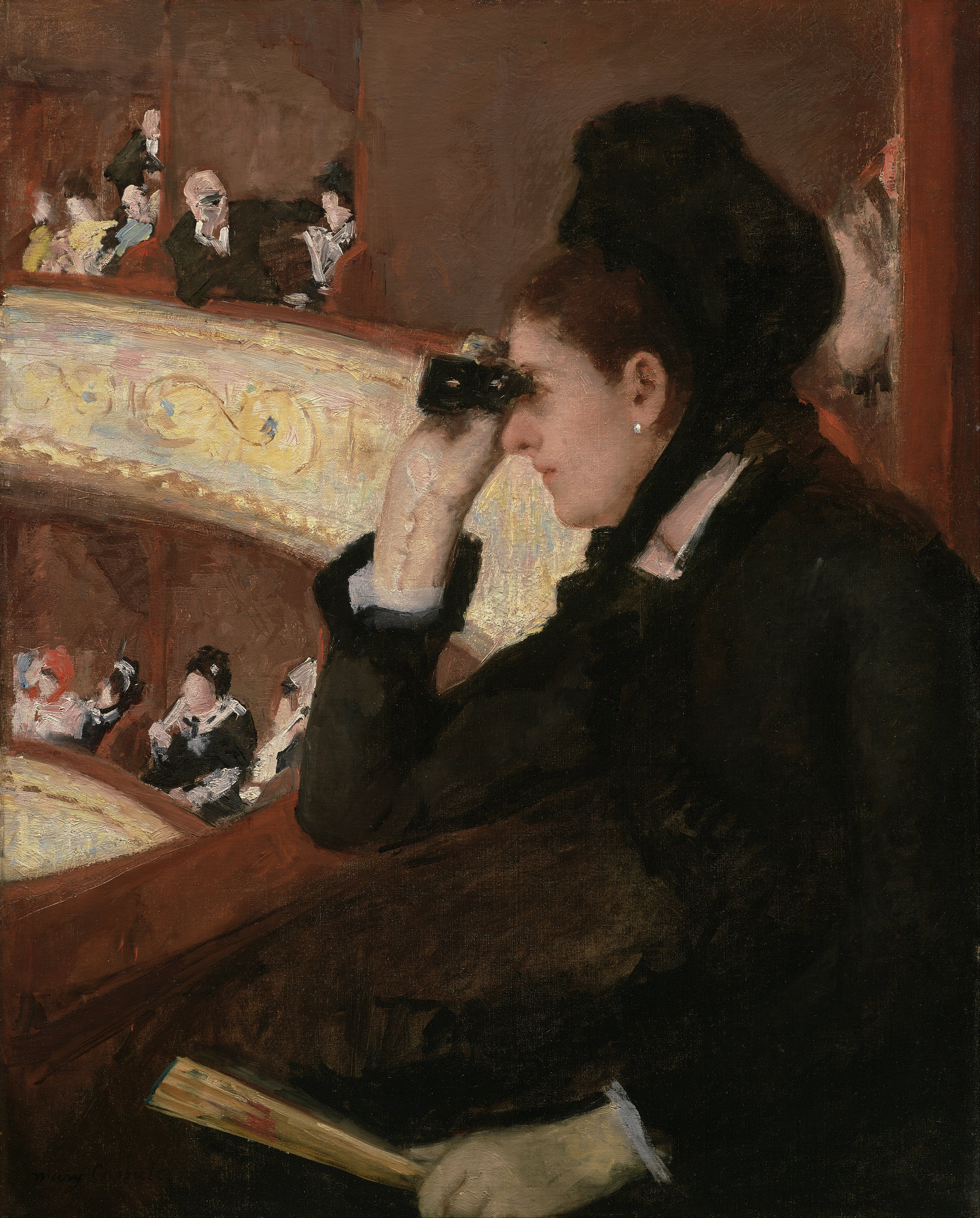
نگاه از لُژ ۱۸۷۸ م. اثر مِری کَسات
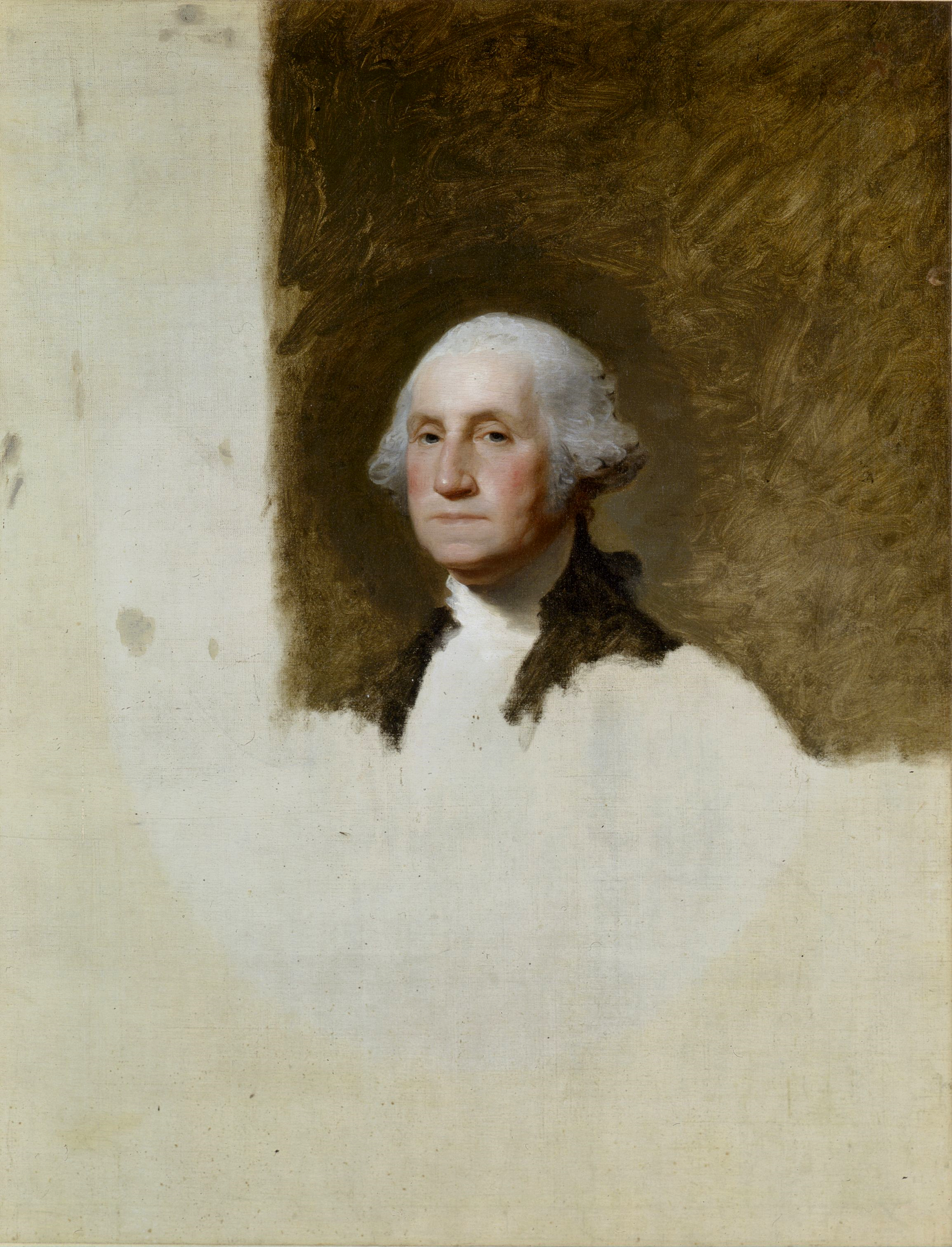
گیلبرت استوارت، چهره‌نگاری از جرج واشنگتن
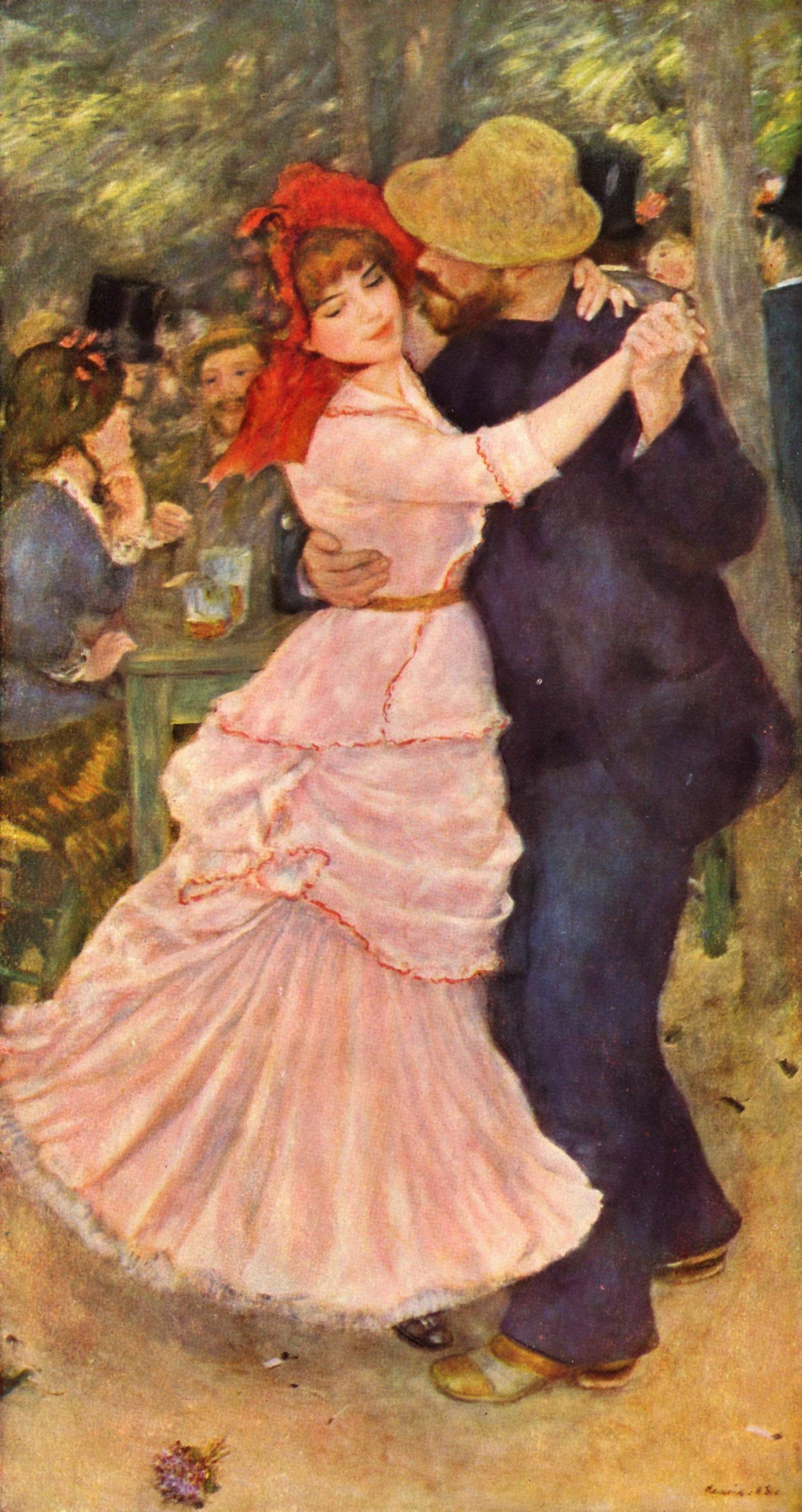
پیر آگوست رنوار، رقص در بوگیوال، ۱۸۸۳-۱۸۸۲
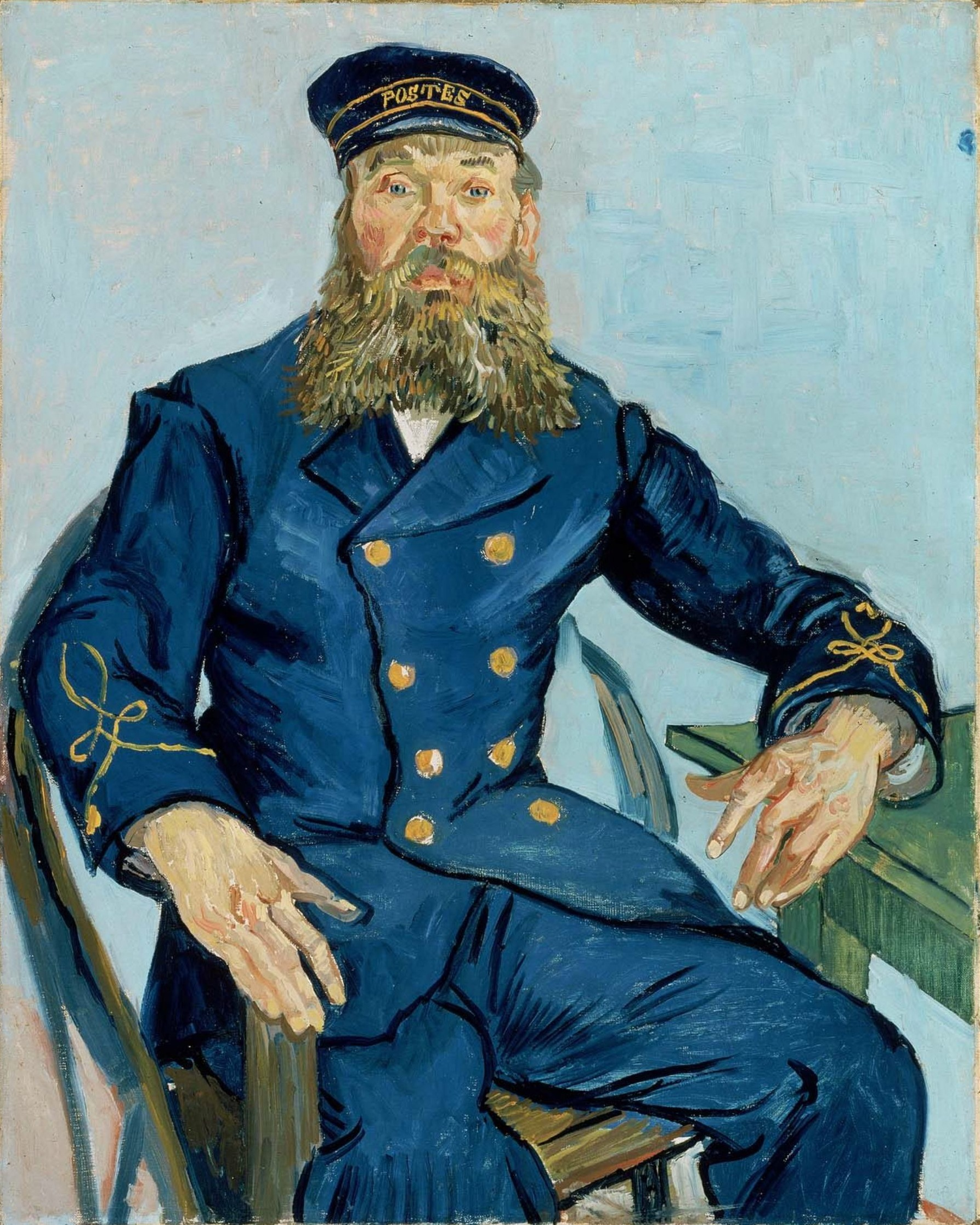
ونسان ون گوگ، چهره‌نگاری از پستچی ژوزف رولین، ۱۸۸۸
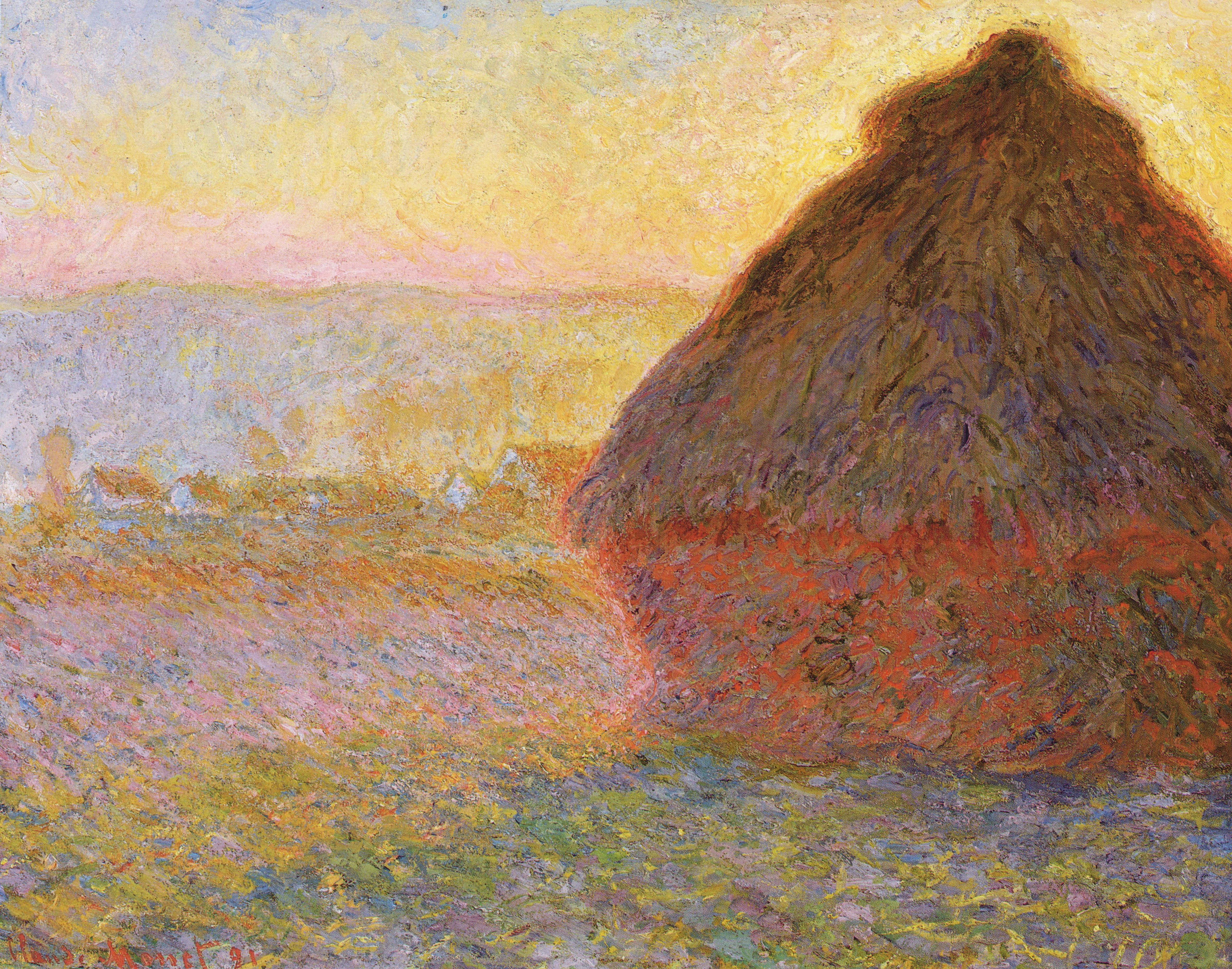
کلود مونه، پشته علف، ۱۸۹۱-۱۸۹۰
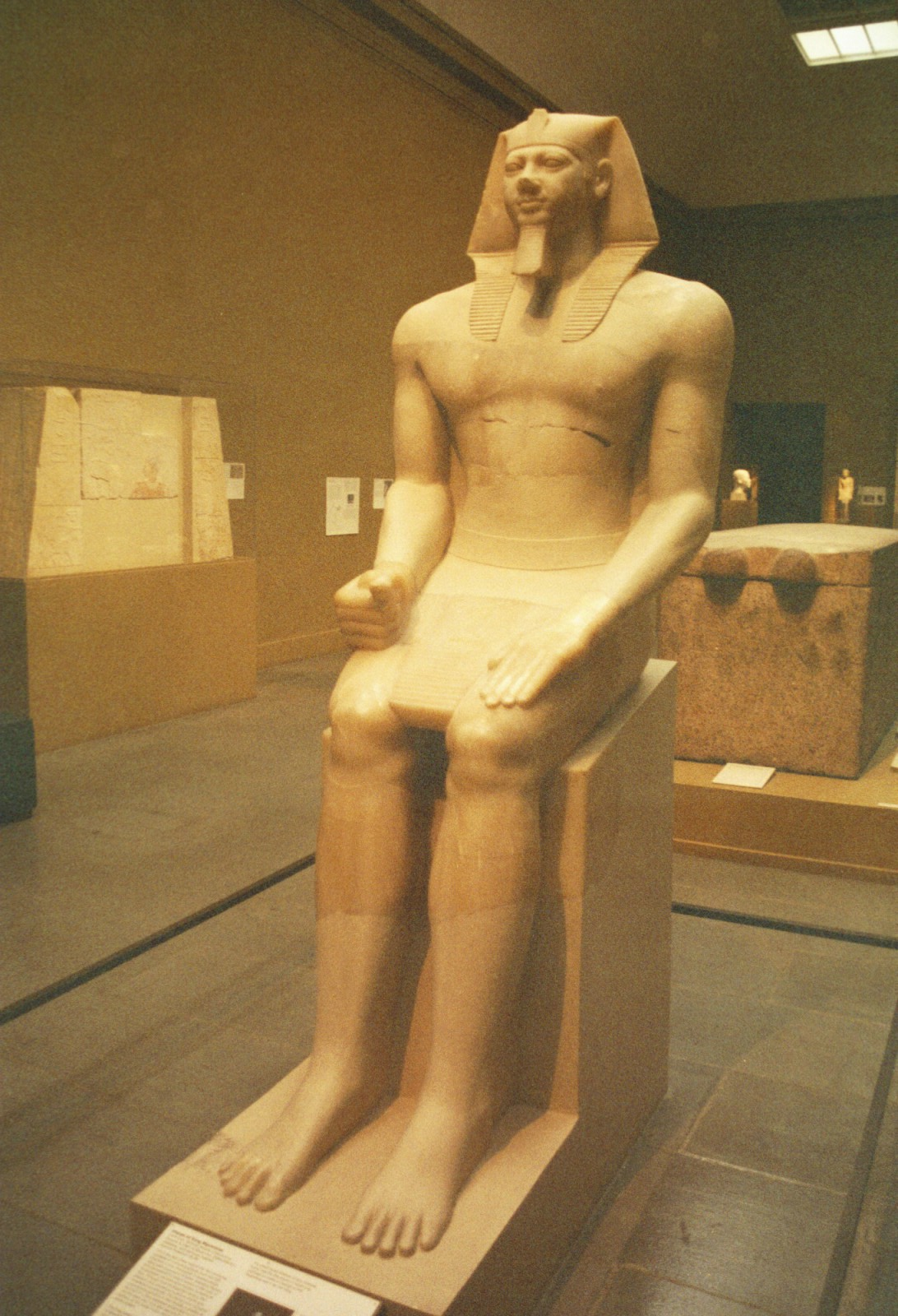
این موزه برای بخش مصرشناسی خود نامدار است.
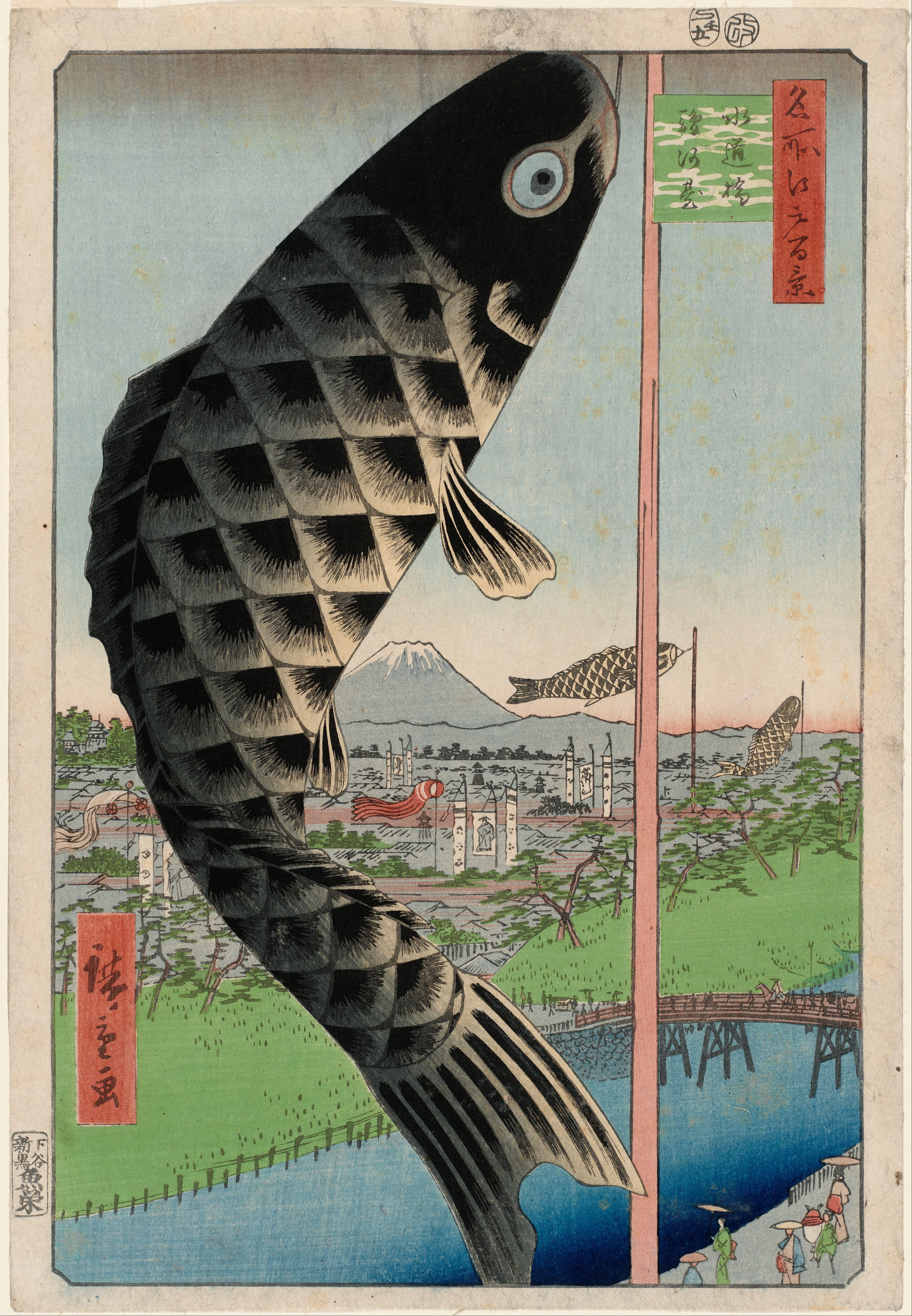
پُل سایدو و سوروگادای ۱۸۵۷ م. اثر هیروشیگه
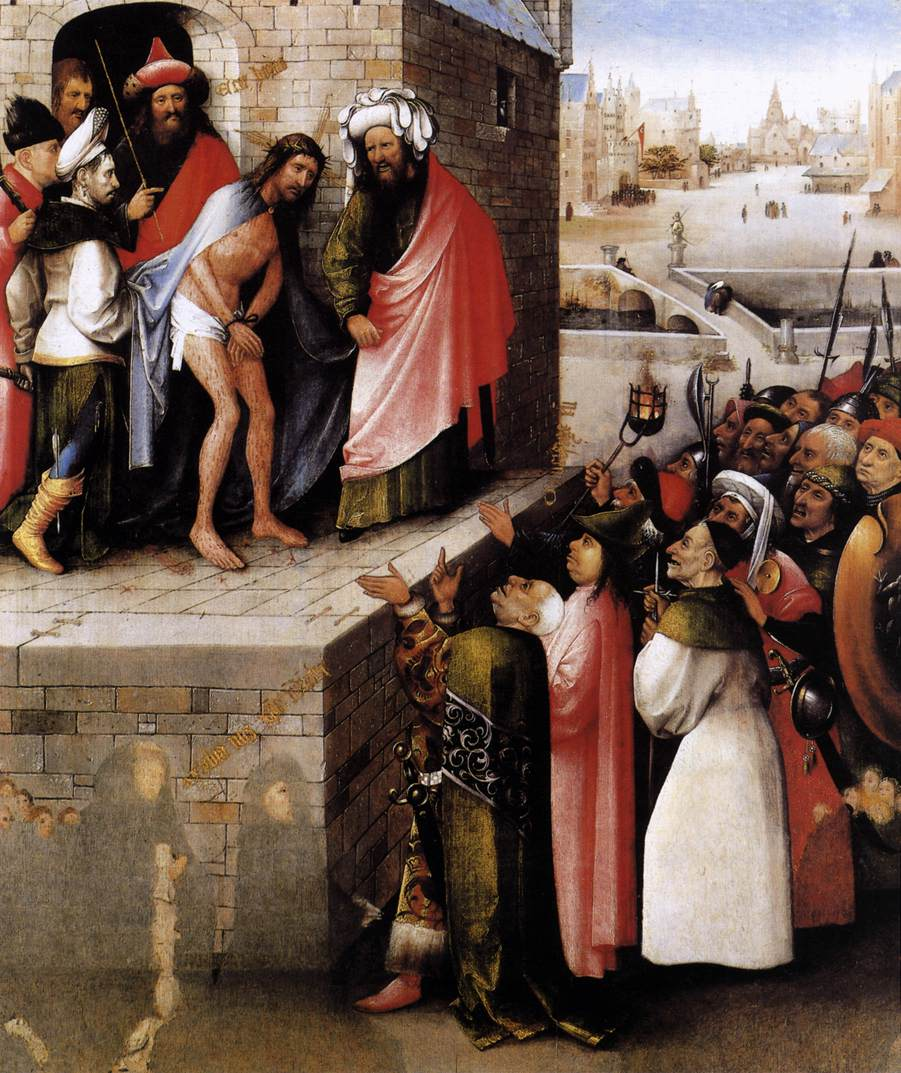
اینک انسان
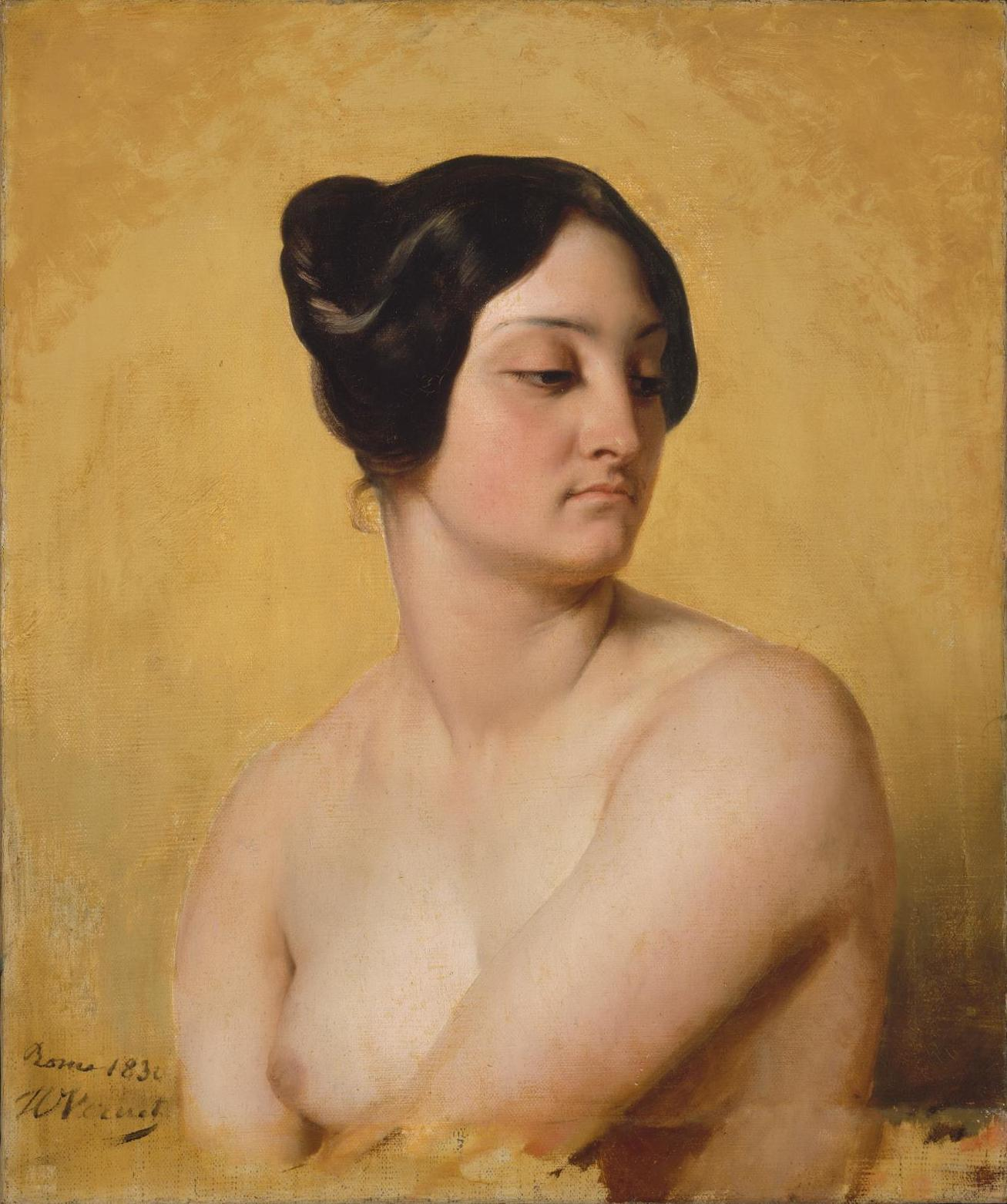
رنگ‌روغن روی چوب، بین سال‌های ۱۴۷۵–۸۵ م.
اثر هیرونیموس بوش